# Pou de glaç de la Font de la Vinyota
El Pou de glaç de la Font de la Vinyota és una obra de Castellterçol (Moianès) inclosa a l'Inventari del Patrimoni Arquitectònic de Catalunya.

## Descripció
Es tracta d'una construcció subterrània coberta amb volta de pedra a l'exterior. Tot el parament està treballat amb blocs de pedra perfectament encaixats. L'estructura és cilíndrica d'aproximadament 10 metres de profunditat. En la part superior presenta 4 obertures a manera de llunetes. A l'interior, en les partes del cilindre, s'obren uns forats utilitzats en el seu dia per enganxar les bastides.

## Història
Els pous de gel es construïren i obtingueren la seva major rendibilitat en el decurs dels segles XVII, XVIII i part del XIX quan la fabricació i comercialització del gel representava una bona font d'ingressos. No obstant, durant la primera meitat del segle XX alguns pous continuaren funcionant, malgrat que l'aparició del gel artificial amb l'arribada de l'electricitat i els transports moderns fessin desaparèixer aquest tipus d'indústria. Els últims pous en funcionament ja no comercialitzaven amb els hospitals, mercats,... de Barcelona, sinó que eren d'ús propi.
Les condicions necessàries per a la construcció d'un pou de glaç, són la proximitat a les vies de comunicació, amb llocs de consum no gaire allunyats i la seva instal·lació en llocs de fortes glaçades i bones aigües. El gel es recollia a l'hivern a les basses o rieres properes al pou. Es tallava en blocs i s'emmagatzemava per capes recobertes de palla, vegetació i gel trossejat dins les poues fins que a l'estiu, segons la demanda, s'anava extraient i transportant dins de sàrries també cobertes de palla i boll.